# Seku Conneh
Seku Conneh, né le 10 novembre 1995 à Voinjama, est un footballeur international libérien, possédant également la nationalité néerlandaise. Il évolue au poste d'attaquant au Ansan Greeners FC, en deuxième division sud-coréenne.

## Biographie

### En club
Seku Conneh s'engage en janvier 2016 avec le club du Steel de Bethlehem, l'équipe réserve du Union de Philadelphie, évoluant en USL (troisième division).

### En sélection
Il honore sa première sélection le 14 juin 2015 lors d'un match contre le Togo rentrant dans le cadre des éliminatoires de la Coupe d'Afrique des nations 2017 (défaite 2-1).

## Statistiques
| Saison                | Club                  | Championnat           | Championnat | Championnat | Coupe(s) nationale(s) | Coupe(s) nationale(s) | Liberia | Liberia | Total | Total |
| Saison                | Club                  | Division              | M.          | B.          | M.                    | B.                    | M.      | B.      | M.    | B.    |
| 2014-2015             | Fortuna Sittard       | Eerste Divisie        | 35          | 9           | 2                     | 2                     | 1       | 0       | 38    | 11    |
| 2015-2016             | FC Oss                | Eerste Divisie        | 10          | 2           | 1                     | 0                     | 1       | 0       | 12    | 2     |
| 2016                  | Steel de Bethlehem    | USL                   | 18          | 2           | 0                     | 0                     | 1       | 0       | 19    | 2     |
| 2017                  | Steel de Bethlehem    | USL                   | 25          | 10          | 1                     | 0                     | 0       | 0       | 26    | 10    |
| Sous-total            | Sous-total            | Sous-total            | 43          | 12          | 1                     | 0                     | 1       | 0       | 45    | 12    |
| 2018                  | Ansan Greeners FC     | K League Challenge    | 0           | 0           | 0                     | 0                     | 0       | 0       | 0     | 0     |
| Total sur la carrière | Total sur la carrière | Total sur la carrière | 88          | 23          | 4                     | 2                     | 3       | 0       | 95    | 25    |